# Mathaf
Il Mathaf, chiamato anche Museo Arabo di Arte Moderna (in arabo المتحف العربي للفن الحديث), è un museo nazionale situato a Doha, in Qatar.

## Storia
Istituito nel 2010, è considerato tra le più importanti attrazioni culturali del Paese.
Il museo ha ufficialmente aperto nel dicembre 2010 ed è stato allestito in un edificio nella Education City della Qatar Foundation a Doha, progettato dall'architetto francese Jean-François Bodin; Mathaf (in arabo متحف) significa in "museo". La collezione esposta all'interno del complesso museale è stata raccolta dallo sceicco Hassan bin Mohammed Al Thani.